# 2008 Konstitutsiya
2008 Konstitutsiya eller 1973 SV4 är en asteroid i huvudbältet som upptäcktes den 27 september 1973 av den ryska astronomen Ljudmila Tjernych vid Krims astrofysiska observatorium på Krim. Namnet är en hyllning till den nya sovjetiska grundlagen från 1977.
Asteroiden har en diameter på ungefär 52 kilometer.